# Ernst Moritz Hess
Pour les articles homonymes, voir Hess.
Ernst Moritz Hess (20 mars 1890 - 14 septembre 1983) est un juge allemand ayant servi dans l’armée impériale allemande pendant la Première Guerre mondiale. La compagnie du 16e régiment d’infanterie de réserve bavarois qu’il commandait était celle dans laquelle Adolf Hitler a servi au cours de la guerre. Pendant l’entre-deux-guerres, il fut démis de ses fonctions lors de l’adoption des lois de Nuremberg par les nazis en 1935, il avait été considéré comme « de sang juif » du fait que son père et sa mère étaient juifs, alors que lui-même avait été baptisé protestant.
Avec sa famille il émigra à Bolzano en Italie pour échapper à la persécution nazie, mais finalement fut obligé de retourner en Allemagne, bien que sa qualité d’ancien camarade de guerre d’Hitler lui procurât pendant quelque temps une certaine protection et quelques privilèges. Ces privilèges lui furent cependant retirés en 1941 et il passa le reste de la guerre comme travailleur forcé ; sa sœur mourut à Auschwitz mais sa mère réussit à s’échapper en Suisse en 1945. Après la guerre, il commença une nouvelle carrière dans la direction des chemins de fer et reçut l’Ordre du Mérite de la République fédérale d'Allemagne pour ses services à la Deutsche Bundesbahn.

## Débuts dans la vie et activité pendant la guerre

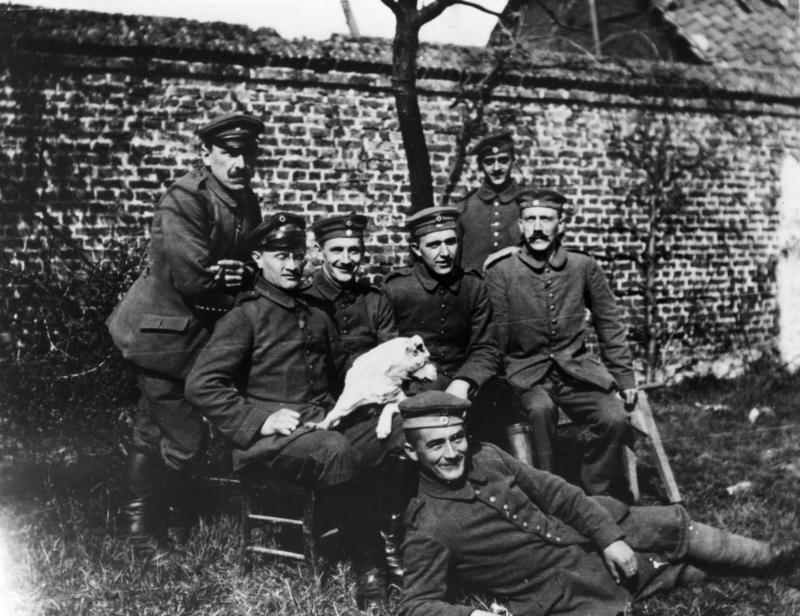
Adolf Hitler (assis, à droite) avec ses camarades du 16e régiment d’infanterie de réserve bavarois.

Il naquit à Gelsenkirchen, dans ce qui était alors la province rhénane du royaume de Prusse, et vécut à Düsseldorf avant la Première Guerre mondiale. Son père Julius était avocat et sa mère Elisabeth appartenait à une famille de banquiers juifs de Wetzlar. Bien que d’origine juive du côté de sa mère, il fut baptisé et élevé dans la religion protestante.
Au début de la guerre, il s’engagea comme officier dans le 2e régiment royal d'infanterie de réserve bavaroise et fut affecté sur la ligne de front en Flandre, où il fut gravement blessé en octobre 1914. Hitler servait comme Gefreiter dans le même régiment et, pendant l’été 1916, fut sous ses ordres pendant peu de temps. Une nouvelle fois gravement blessé au mois d’octobre suivant il fut envoyé en convalescence en Allemagne. Combattant estimé, il fut plusieurs fois décoré et reçut la Croix de Fer de 1re et 2e classe ainsi que l’Ordre bavarois du Mérite Militaire. En 1918, il fut promu lieutenant et, en 1934, il reçut la Croix d’honneur de la guerre mondiale 1914-1918.
Après la guerre, il devint juge à Düsseldorf, où il vécut avec sa femme Margarete et sa fille Ursula. L’ascension d’Hitler fut une surprise pour Hess et pour plusieurs de ses collègues du régiment. Pendant le temps où il avait été dans l’armée, le futur dictateur avait été quelqu’un d’inexistant, sans amis au sein du régiment et qui échangeait peu avec les autres. Hess le considérait comme « un simple numéro » et s'étonnait qu’il eût été un de ses compagnons : « Quoi, Hitler ? Il était dans notre unité ? Nous ne l’avons jamais seulement remarqué ». 

## Discrimination et exil

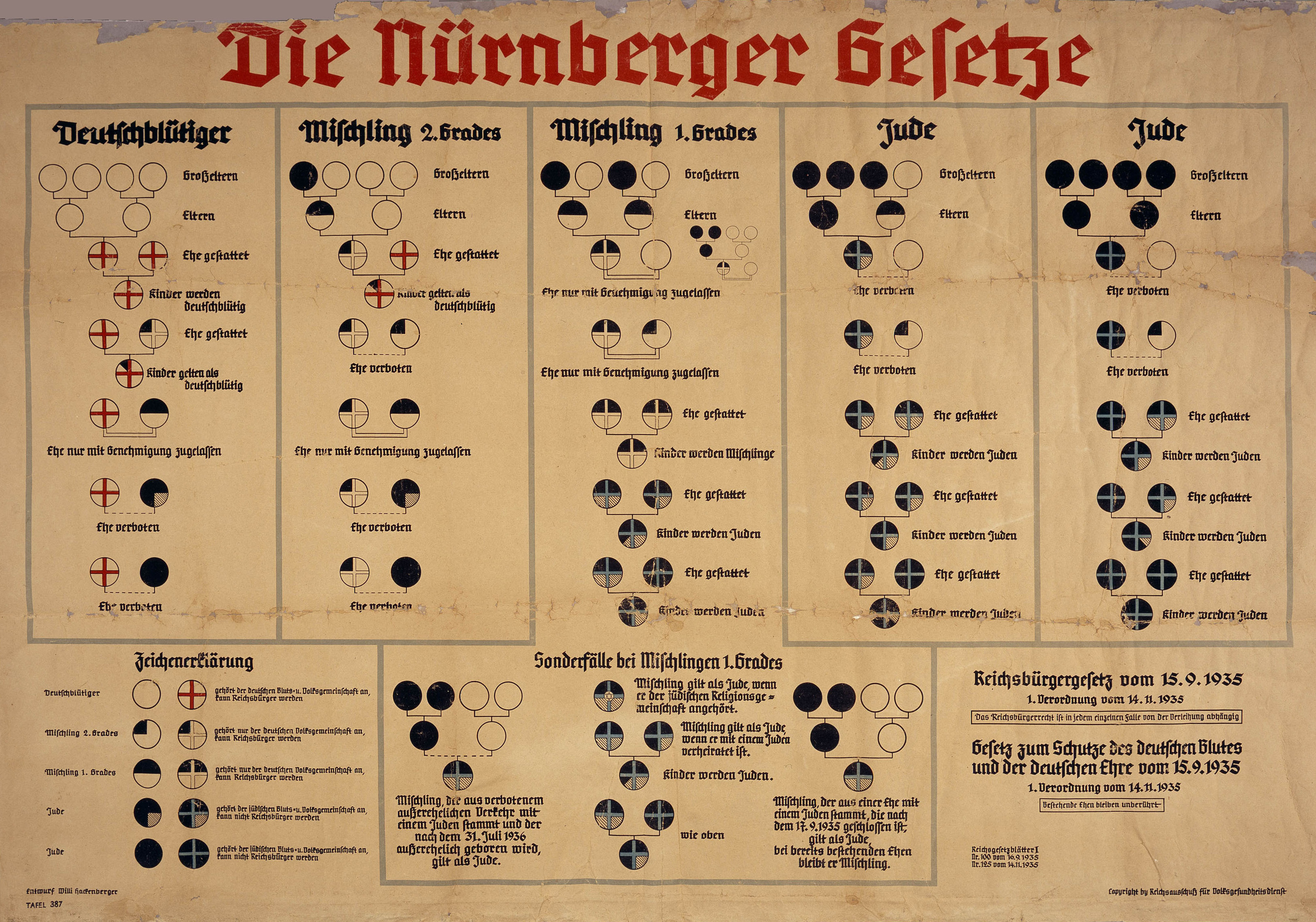
Tableau de classification raciale fondé sur les lois de Nuremberg. Hess était rangé parmi les Vollblutjuden, c’est-à-dire ceux qui étaient entièrement juifs par le sang (colonne de droite) tandis que sa fille était une Mischling du 1erdegré, c’est-à-dire issue d’un croisement (colonne du milieu)

L’arrivée au pouvoir d’Hitler provoqua l’adoption d’une série de lois antisémites qui chassaient les Juifs de la fonction publique. Bien que Hess fût un chrétien protestant, ces lois le définissaient comme « Juif à 100 % » puisqu’il avait quatre grands-parents juifs. En avril 1933 fut adoptée une « Loi sur la restauration de la fonction publique » qui chassa de nombreux juifs des services publics. Hess échappa à cette première purge en raison du « privilège des combattants de première ligne » (Frontkämpferprivileg) que ses services de guerre lui permirent d’invoquer. Ce Frontkämpferprivileg fut institué après que le président de la République Hindenburg eut protesté auprès d’Hitler parce que des anciens combattants juifs étaient chassés du service public. Ceux qui pouvaient prouver qu’ils avaient servi en première ligne pendant la guerre furent autorisés à invoquer le Frontkämpferprivileg pour conserver leurs postes.
À l’automne 1935 pourtant les Lois de Nuremberg révoquèrent ce privilège et fermèrent complètement aux Juifs la fonction publique. Au début de 1936 Hess dut abandonner son poste de juge et fut contraint de quitter Düsseldorf après que des partisans nazis l’eurent passé à tabac devant chez lui à l’automne de la même année. Avec sa famille il s’installa à Wuppertal, puis, en octobre 1937, émigra à Bolzano, dans la région germanophone du Tyrol du Sud en Italie, où il put continuer à faire éduquer en allemand sa fille de 11 ans.
Hess essaya d’atténuer l’impact de sa classification raciale en demandant à Hitler de lui accorder une exemption pour lui et pour sa fille, qui était classée comme « Mischling (métisse) de 1er degré ». Dans une lettre envoyée en juin 1936, Hess insistait sur son éducation chrétienne, ses convictions patriotiques et ses services de guerre. « Pour nous, écrivait-il, c’est une sorte de mort spirituelle que d’être maintenant stigmatisés comme Juifs et exposés au mépris général. » Il reçut l’appui de Fritz Wiedemann, qui avait été aide de camp au quartier général de son régiment et fut attaché au service personnel d’Hitler entre 1934 et 1939. Wiedemann put intercéder auprès de Hans Heinrich Lammers, qui dirigeait la Chancellerie du Reich et était, lui aussi, un ancien combattant.
Bien qu’Hitler eût rejeté la demande de Hess, il y eut quelques adoucissements ; on l’autorisa à recevoir encore sa pension, qui fut cependant réduite, il fut dispensé de l’obligation d’adopter comme deuxième prénom « Israël », ce qui l’identifiait comme Juif, et il put acquérir un nouveau passeport qui ne portait pas un « J » rouge, ce qui lui permettait de voyager à l’étranger, privilège dont les Juifs ne jouissaient plus à ce moment.

## Retour en Allemagne

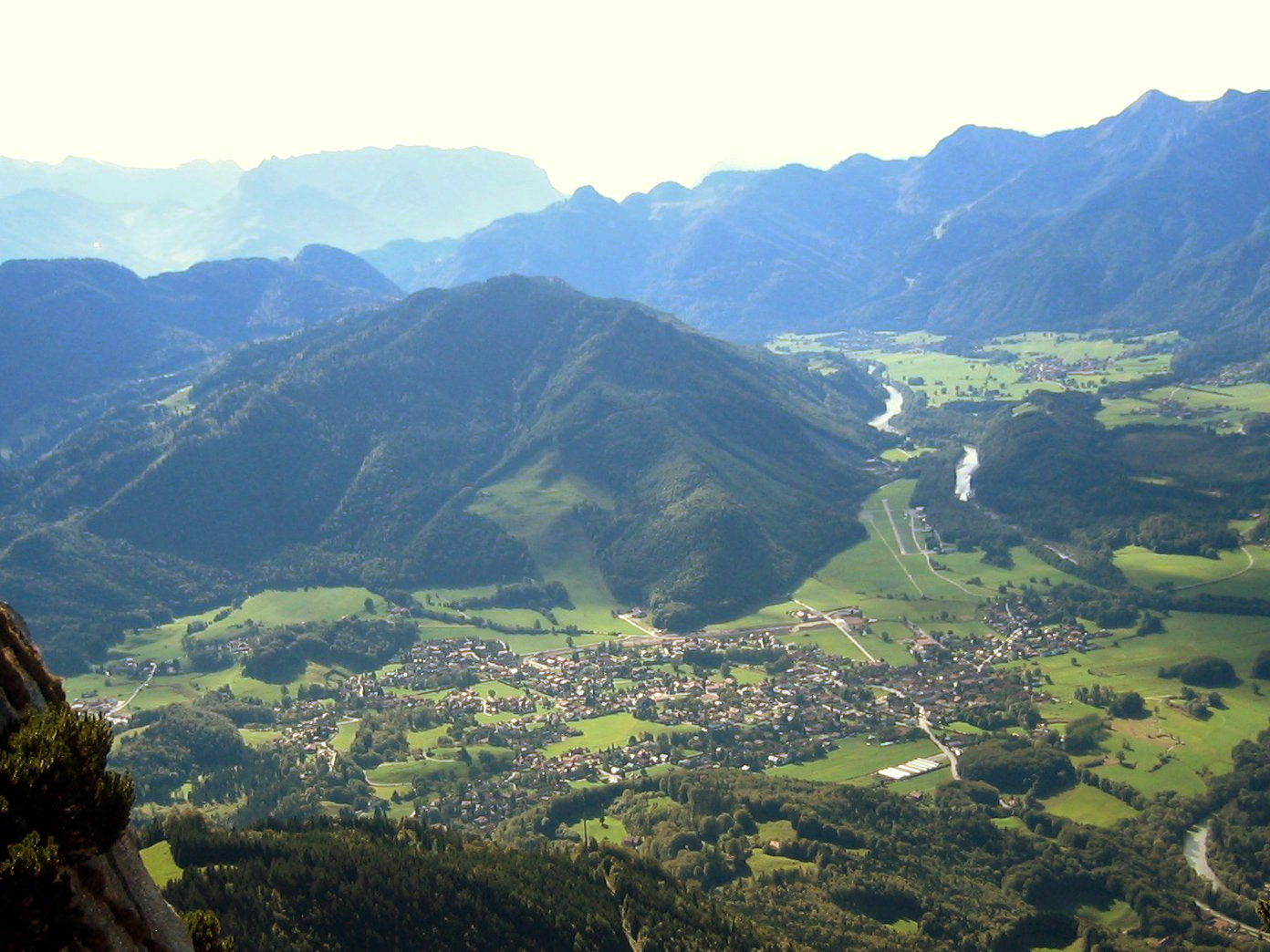
Unterwössen, en Bavière, où Hess et sa famille ont vécu après être revenus d'Italie

En octobre 1939, Hitler et Mussolini conclurent l’Accord sur l’option dans le Tyrol du Sud en vertu duquel la population germanophone de cette région devait choisir entre s’italianiser complètement — ils devaient abandonner non seulement leur langue allemande mais jusqu’à leurs noms et prénoms — ou émigrer vers l’Allemagne nazie. Comme ils n’avaient pas réussi à émigrer vers la Suisse ou le Brésil, Hess et sa famille se virent donc forcés de revenir en Allemagne. Ils retournèrent brièvement à Düsseldorf avant de se réinstaller à Unterwössen, un petit village du district de Traunstein, dans l’extrême sud-est de la Bavière, où la jeune Ursula fréquenta le Landschulheim Marquartstein, un lycée et pensionnat local.
Wiedemann et Lammers avaient donné l’assurance que Hess ne serait pas inquiété. En août  1940, le Reichsführer-SS Heinrich Himmler fit parvenir une lettre à la Gestapo de Düsseldorf ordonnant que Hess ne fût pas « importuné de quelque façon que ce soit » . Notant que Hess avait été « à la fois dans la même compagnie que le Führer et, brièvement, avait commandé la compagnie où servait le Führer », Himmler ordonna que fussent garanties à Hess « aide et protection conformément aux souhaits du Führer » et il demanda à être informé si Hess devait quitter Düsseldorf. En novembre 1940 une lettre fut envoyée par Lammers, indiquant que « le Führer souhaite cependant que vous ne soyez plus soumis à des restrictions du fait de votre origine ethnique en dehors de celles exigées par la loi ». Lammers informa expressément Hess qu’il devait utiliser cette lettre pour sa protection : « Je vous donne cette lettre afin que vous l’utilisiez, si nécessaire, [pour vous protéger] ».

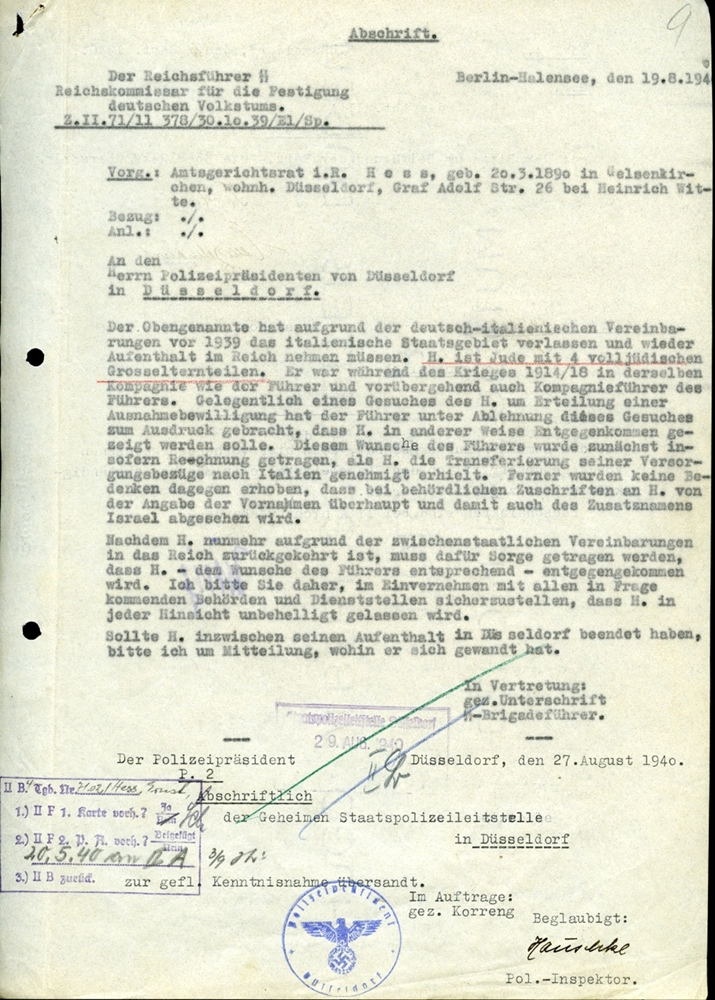
Lettre du 27 août 1940 par laquelle Himmler accorde une protection à Hess

On ne sait pas très bien quel rôle Hitler lui-même a joué dans l’octroi de la protection à Hess. On connait le cas d’un juif qui jouissait de la protection personnelle d’Hitler — son ancien médecin de famille, Eduard Bloch, qu’Hitler appelait Edeljude (« noble juif »). On sait qu'Hitler se sentait très proche des autres anciens combattants de son régiment. Thomas Weber, auteur de Hitler’s First War : Adolf Hitler, the Men of the List Regiment, and the First World War, a dit qu’on peut très bien concevoir qu’Hitler ait connu Hess personnellement du fait que tous les deux avaient été blessés au cours de la bataille de la Somme à seulement un jour d’intervalle, et il est possible qu’ils aient été soignés au même endroit avant d’être transportés ensemble dans le même hôpital en Allemagne. Il prévient tout de même que ces lettres de protection auraient pu être mises au point par Wiedemann à l’insu d’Hitler, « parce qu’il a fait la même chose dans d’autres cas où des soldats juifs étaient impliqués ». Cette lettre de Himmler n’a été découverte qu’en 2012, quand on l’a trouvée dans les dossiers de la Gestapo concernant les avocats et juges juifs en Allemagne. Elle a été publiée dans le numéro de juillet 2012 de la publication trimestrielle Jewish Voice From Germany et elle a été corroborée par la fille de Hess, Ursula.

## Perte de sa protection et asservissement
La protection dont il bénéficiait ne l’avait protégé qu’un temps contre les persécutions. Son ami Wiedemann fut démis de ses fonctions par Hitler et envoyé à San Francisco comme Consul général, ce qui était de fait un exil. En mai 1941, Hess fut informé que l’ordonnance de protection avait été révoquée : il n’était plus désormais « qu’un Juif comme les autres ». Des pétitions à Berlin restèrent sans effet et en juin 1941, il fut convoqué au « Bureau de l’aryanisation » à Munich. La lettre de protection de Lammers lui fut retirée et on l’envoya au camp de concentration de Milbertshofen près de Munich, où il dut travailler comme ouvrier. On l’affecta à l’entreprise munichoise L. Ehrengut, puis chez un plombier, Georg Grau, où il servit comme travailleur forcé jusqu’au 20 avril 1945. Sa femme Margarete était restée à Unterwössen, où elle vivait avec ses parents, mais sa fille Ursula, adolescente, fut obligée de travailler dans une entreprise électrique à Munich.
Elisabeth, sa mère, qui était juive, ainsi que Berta, sa sœur, croyaient que la protection qu’il avait reçue s’étendait aussi à elles. Aussi ne respectaient-elles pas les restrictions imposées aux Juifs. Cependant, lorsque leur cas fut examiné en 1942, Adolf Eichmann du Reichssicherheitshauptamt (l’Office central de sécurité du Reich) ordonna personnellement qu’elles fussent envoyées au camp de concentration de Theresienstadt en Tchécoslovaquie. Par la suite Berta fut tuée à Auschwitz, tandis qu’Elisabeth réussit à s’échapper en Suisse en février 1945. Elle émigra ensuite au Brésil avec son fils Paul. Hess lui-même ne survécut que grâce à son « union métissée » avec Margarete.

## Carrière d’après-guerre
Après la chute du Troisième Reich, il fut de nouveau nommé juge à Düsseldorf mais il refusa, ne voulant pas travailler au côté d’anciens collègues qui avaient fait partie du système judiciaire nazi. Il commença une nouvelle carrière dans les chemins de fer  en 1946 et, de 1949 à 1955, il fut président des chemins de fer fédéraux allemands à Francfort-sur-le-Main. Il fut décoré de la Grand Croix de l’Ordre du Mérite de la République fédérale d’Allemagne et reçut une plaquette d’honneur de la ville de Francfort en 1970. Il mourut dans cette ville le 14 septembre 1983. 